# Freddie Marsden
Frederick John “Freddie” Marsden, född 23 november 1940 i Liverpool, Merseyside, död 9 december 2006 i Southport, Merseyside, var en brittisk trumslagare som spelade i gruppen Gerry and the Pacemakers.